# Maria Theresia von Savoyen (1756–1805)

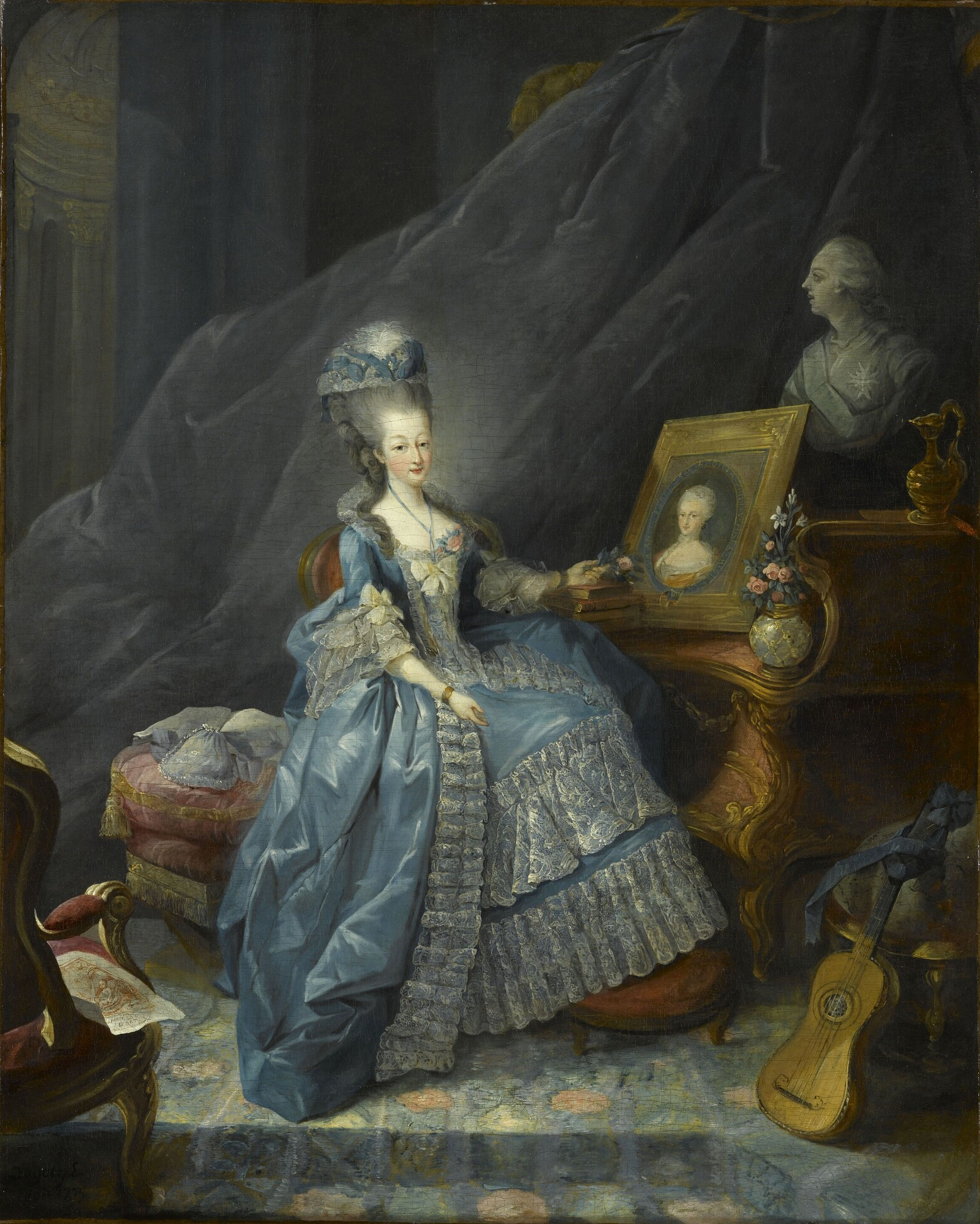
Gräfin Marie Therese im Jahr 1775

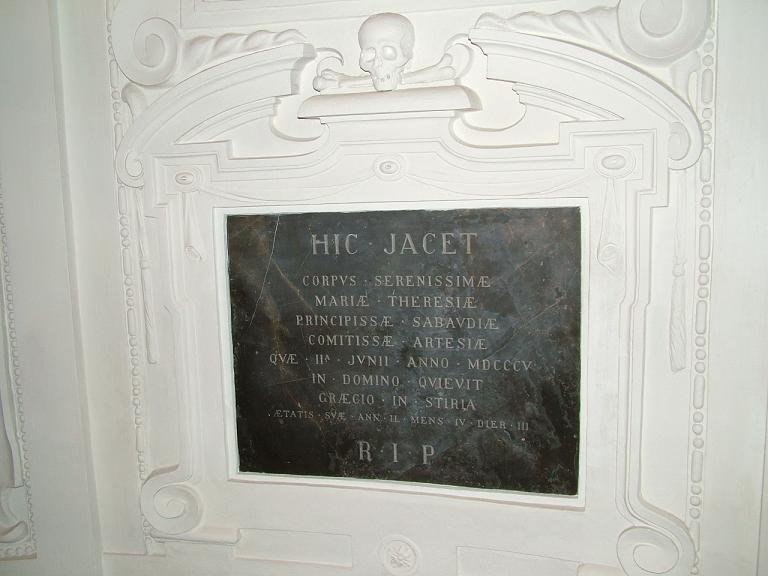
Grab der Maria Theresia von Savoyen in Graz

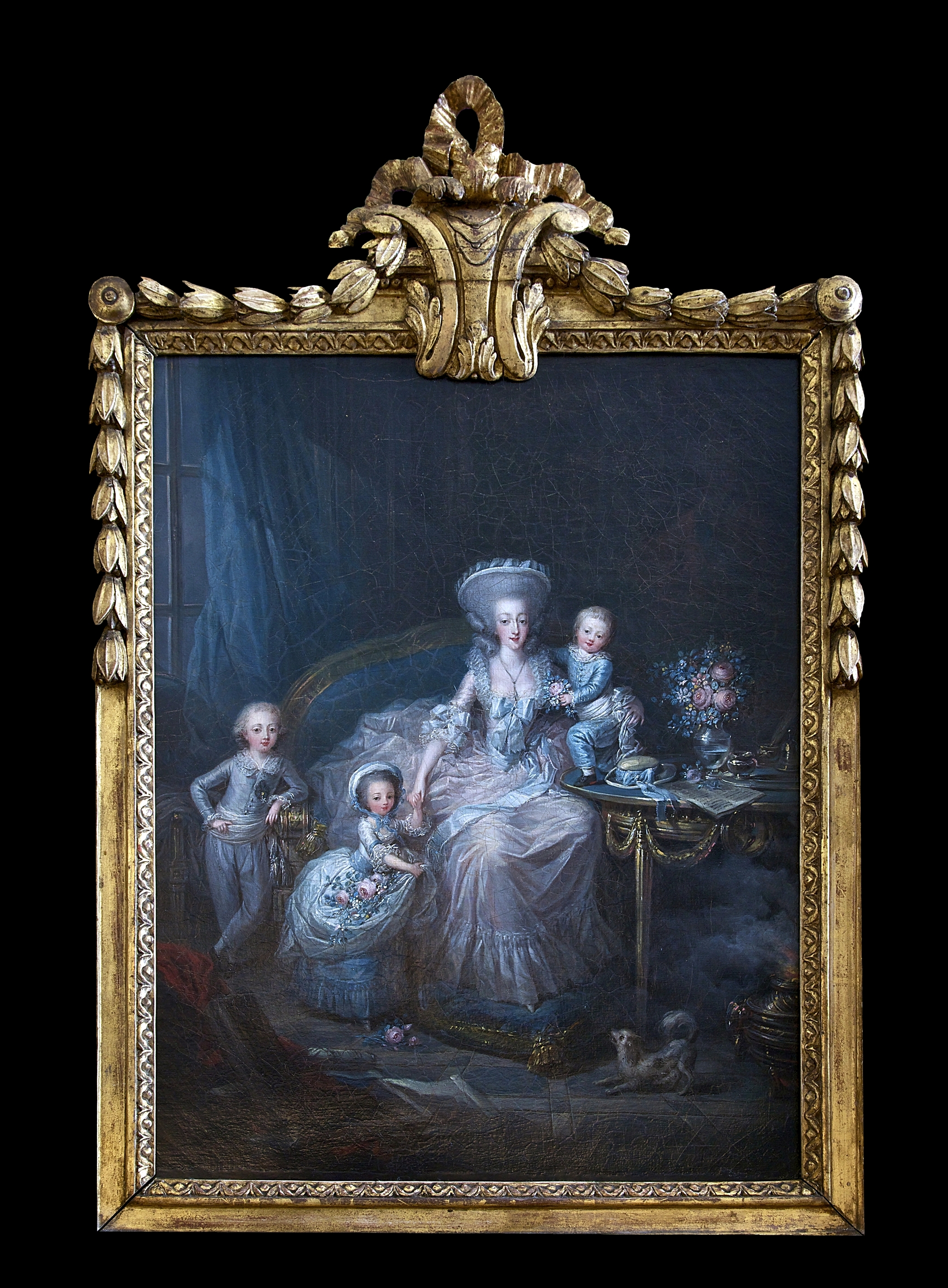
Mit Kindern, 1783, von Charles Leclercq. Château de Versailles

Maria Theresia von Savoyen, it. Maria Teresa, frz. Marie Thérèse (* 31. Januar 1756 in Turin; † 2. Juni 1805 in Graz) war eine Prinzessin von Sardinien aus dem Haus Savoyen. Sie war die Gemahlin des Grafen von Artois, der später als Karl X. französischer König wurde.

## Leben
Maria Theresia wurde 1756 in Turin als dritte Tochter von König Viktor Amadeus III. von Sardinien, Herzog von Savoyen, und dessen Gemahlin Maria Antonia von Spanien geboren.
Als Maria Theresia 17 Jahre alt war, wurde sie im Rahmen eines größeren Projekts, durch das die Beziehungen zwischen den Häusern Bourbon und Savoyen gepflegt werden sollten, als Gemahlin des etwa zwei Jahre jüngeren  Charles-Philippe, Grafen von Artois, bestimmt. Dieser war ein Enkel des französischen Königs Ludwig XV. sowie Bruder Ludwigs XVI. und sollte erst nach Maria Theresias Tod und nach dem Ersten Napoleonischen Kaiserreich unter dem Namen Karl X. vorletzter französischer König werden. Die Vermählung des Prinzenpaars per Prokuration fand am 24. Oktober 1773 in der Kapelle des Schlosses von Moncalieri und am 16. November 1773 in Person in der Schlosskapelle von Versailles statt. Ihre ältere Schwester Maria Josepha hatte zweieinhalb Jahre zuvor Karls älteren Bruder Louis, Graf von Provence, den späteren König Ludwig XVIII., geheiratet.
Die Vermählung stieß bei beiden auf kein großes Interesse: Charles wollte eigentlich die Prinzessin von Condé und hatte auch eine innige Beziehung zu seiner Schwägerin Marie-Antoinette von Österreich. Maria Theresia war klein und schüchtern und wirkte nur mäßig attraktiv, wozu auch ihre unvorteilhaft groß hervortretende Nase beitrug. Schon bald nach dem Abschluss der Hochzeitsfeierlichkeiten kehrte ihr Gemahl zu seinem Verkehr mit Mätressen zurück. Nachdem sie ihm vier Kinder, darunter zwei überlebende Söhne, geboren hatte, kümmerte er sich noch weniger um sie. Aufgrund ihrer geringen Attraktivität und ihrer Schweigsamkeit wurde sie auch sonst am französischen Königshof wenig beachtet. Deshalb wohnte sie den Großteil ihrer Zeit zurückgezogen in Saint-Cloud.
In den Wirren der Französischen Revolution musste Maria Theresia 1789 mit ihrem Gemahl aus Frankreich fliehen und begab sich nach Turin. Dort lebte sie von ihrem Ehemann verlassen und von ihren Eltern vernachlässigt. Nach der Einnahme der Stadt durch französische Truppen begab sie sich zunächst 1799 nach Klagenfurt und von dort aus nach Graz, wo sie als Marquise de Maison wohnte. Da sie dort nach langer Krankheit bereits 1805 im Alter von 49 Jahren verstarb, lange bevor ihr Ehemann den französischen Königsthron besteigen konnte, wurde sie im Kaiser-Mausoleum neben dem Grazer Dom mit ihrem Titel Gräfin von Artois beigesetzt.

## Nachkommen
Das Paar hatte vier Kinder, die letzten direkten Nachkommen der französischen Bourbonen:
1. Louis Antoine d’Artois, Herzog von Angoulême (* 6. August 1775; † 3. Juni 1844) :⚭ 1799 Prinzessin Marie Therese von Frankreich, Tochter von König Ludwig XVI.
2. Sophie d’Artois (* 5. August 1776; † 5. Dezember 1783)
3. Charles Ferdinand d’Artois, Herzog von Berry (* 24. Januar 1778; † 14. Februar 1820) :⚭ 1816 Prinzessin Maria Carolina von Neapel und Sizilien
4. Marie Thérèse d’Artois (* 6. Januar 1783; † 22. Juni 1783).